# Kanton Pont-de-Roide
Der Kanton Pont-de-Roide war bis 2015 ein französischer Wahlkreis im Département Doubs und in der damaligen Region Franche-Comté. Er umfasste 21 Gemeinden im Arrondissement Montbéliard; sein Hauptort (frz.: chef-lieu) war Pont-de-Roide. Die landesweiten Änderungen in der Zusammensetzung der Kantone brachten im März 2015 seine Auflösung. Vertreter im conseil général des Départements war zuletzt von 2011 bis 2015 Frédéric Barbier.

## Gemeinden
| - Berche - Bourguignon - Colombier-Fontaine - Dambelin - Dampierre-sur-le-Doubs - Écot - Étouvans - Feule - Goux-lès-Dambelin - Mathay - Neuchâtel-Urtière | - Noirefontaine - Péseux - Pont-de-Roide - Rémondans-Vaivre - Rosières-sur-Barbèche - Solemont - Valonne - Vernois-lès-Belvoir - Villars-sous-Dampjoux - Villars-sous-Écot |